# Deckungsabfindung
Unter der Deckungsabfindung versteht man eine Vereinbarung zwischen einem Rechtsschutzversicherer und seinem Versicherungsnehmer, in welcher der Versicherungsnehmer seinen Anspruch auf Leistungen aus der Rechtsschutzversicherung in einem konkreten Versicherungsfall gegen eine einmalige Geldzahlung durch den Versicherer abfinden lässt.

## Anwendungsbereich
Die Deckungsabfindung kommt ausschließlich in solchen Fällen infrage, in denen der Versicherer sich nicht auf mangelnde Erfolgsaussicht oder auf sonstige deckungsrechtliche Einwände berufen kann. Grundsätzlich darf also kein Zweifel an der Leistungspflicht des Versicherers bestehen.
Die Deckungsabfindung birgt potenzielle Vorteile für den Versicherungsnehmer, wenn die anwaltliche Vertretung potenziell nicht wirtschaftlich ist. Das kann etwa dann der Fall sein, wenn eine höchstrichterliche Entscheidung noch aussteht und der Versicherungsnehmer aller Wahrscheinlichkeit nach einen langwierigen Prozess in Kauf nehmen müsste. Die Deckungsabfindung kann auch dann eine Alternative zur anwaltlichen Vertretung darstellen, wenn der Prozessgegner den gegen ihn erhobenen Anspruch möglicherweise nicht erfüllen kann.
Vorteile für den Versicherer umfassen potenziell eine schnellere Bearbeitung des Schadens sowie möglicherweise Kostenvorteile gegenüber der Erstattung der anwaltlichen Vertretung.

## Verwandte Konzepte
Die Deckungsabfindung ist mit dem sogenannten Abandon verwandt, welcher beispielsweise bei Transportversicherungen greift. Hier ist er in § 141 VVG geregelt. Der Transportversicherer wird hierbei gegen Zahlung der vereinbarten Versicherungssumme von allen anderen möglichen Verbindlichkeiten aus dem Versicherungsfall befreit.